# Самнити
Самнитите са древно италийско племе, обитавало територията на днешните области Кампания, Апулия, Молизе, горен Абруцо и долна Лукания.
Те са говорили оски език, влизащ в клона на индоевропейските езици на групата италийски езици.
Самнитите са се делили на четири групи: каудини, ирпини, пентри и каричини.
Занимавали са се с лов и овцевъдство, но и с грабежи в селата на околните племена и народи.
Територията, заемана от тяхната конфедерация постепенно се разширява, но когато достига до Лациум и района на Неапол, самнитите се сблъскват с римляните и започват ожесточена борба с тях (т.нар. три самнитски войни, добре описани в римската историография), продължила цели три века. Накрая биват победени и интегрирани от Рим. Вероятно един от примерите за успешната интеграция на самнитите в управляващата римска класа е Пилат Понтийски, префект на Юдея по времето на Исус Христос. Самнитите са организирали ритуални боеве от гладиаторски тип, които според някои по-късно били заети от римляните. Мнозина от известните гладиатори са били самнити.